# 布德 (海辛區)
布德（烏克蘭語：Буди）是位於烏克蘭西南部文尼察州海辛區的村莊，面積1.92平方公里，海拔高度261米，2001年人口1,290，人口密度每平方公里671.88人。